# Erwin Stresemann

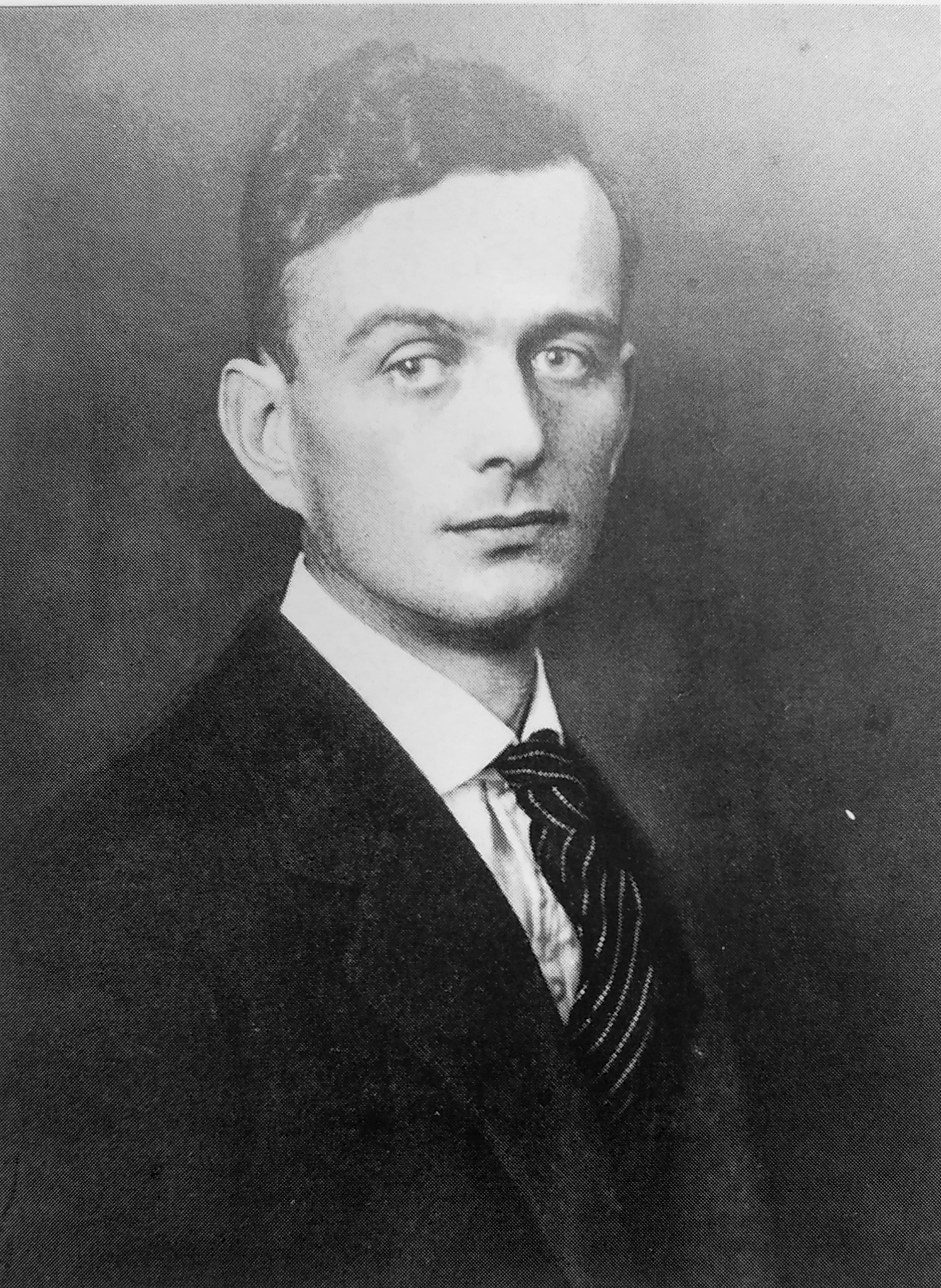
Erwin Stresemann, 1919

Erwin Friedrich Theodor Stresemann (* 22. November 1889 in Dresden; † 20. November 1972 in Berlin) war ein deutscher Zoologe und Hochschullehrer. Sein botanisches Autorenkürzel lautet Stresem.

## Leben
Erwin Stresemann war Sohn des Apothekers Richard Stresemann und dessen Frau Marie, geborene Dunkelbeck. Er studierte ab 1908 Naturwissenschaften (speziell Zoologie) an den Universitäten Jena, Freiburg und München und war von 1910 bis 1912 Teilnehmer an der 2. Freiburger Molukken-Expedition, die unter Leitung von Karl Deninger stattfand. Von 1914 bis 1918 leistete er Kriegsdienst und war ab 1918 an der wissenschaftlichen Hilfsabteilung an der Zoologischen Staatssammlung München tätig. 1920 wurde er bei Richard von Hertwig an der Universität München zum Dr. phil. promoviert.
1921 wurde er Assistent am Zoologischen Museum Berlin und Leiter der ornithologischen Abteilung, an der er ab 1924 als Kustos angestellt war. 1930 wurde er in Berlin zum Titularprofessor, 1946 zum Professor mit Lehrauftrag für Zoologie ernannt. Von 1946 bis 1959 war er kommissarischer Direktor am Zoologischen Museum der Humboldt-Universität Berlin.
Stresemann war Generalsekretär, Präsident (ab 1949) und Ehrenpräsident der Deutschen Ornithologen-Gesellschaft und einer der bedeutendsten Ornithologen des 20. Jahrhunderts. Von 1922 bis 1961 (ab 1956 zusammen mit Günther Niethammer, ein Schüler Stresemanns) war er Herausgeber des Journals für Ornithologie. Die Ornithologischen Monatsberichte gab Stresemann von 1922 (übernommen von Anton Reichenow) bis zur Einstellung 1944 heraus. In den 20er und 30er Jahren gab er den Anstoß für eine Transformation der älteren, vorwiegend faunistisch-systematischen Ornithologie zu einem Zweig der modernen Biologie und begründete durch Verbindungen mit Genetik, funktioneller Anatomie, Physiologie und Ethologie der Vögel eine „Neue Biologische Ornithologie“. Konrad Lorenz würdigte ihn aus Anlass seines 70. Geburtstags mit den Worten:

„Alle Deine Schüler haben von Dir den Funken heiliger Begeisterung für die Deszendenzlehre, für die Größe des Abstammungsgedankens geerbt, und das ist fürwahr die beste Gabe, die ein Lehrer seinem Schüler mit auf den Weg geben kann.“

Er war seit 1955 ordentliches Mitglied der Deutschen Akademie der Wissenschaften zu Berlin und seit 1954 der Leopoldina.
Einer seiner bekanntesten Schüler war Ernst Mayr. Stresemann war Begründer und Herausgeber der „Exkursionsfauna von Deutschland“, eines populären Bestimmungsbuchs der heimischen Tierwelt, das heute noch herausgegeben und bei Studenten der Zoologie schlichtweg als „Der Stresemann“ bezeichnet wird.

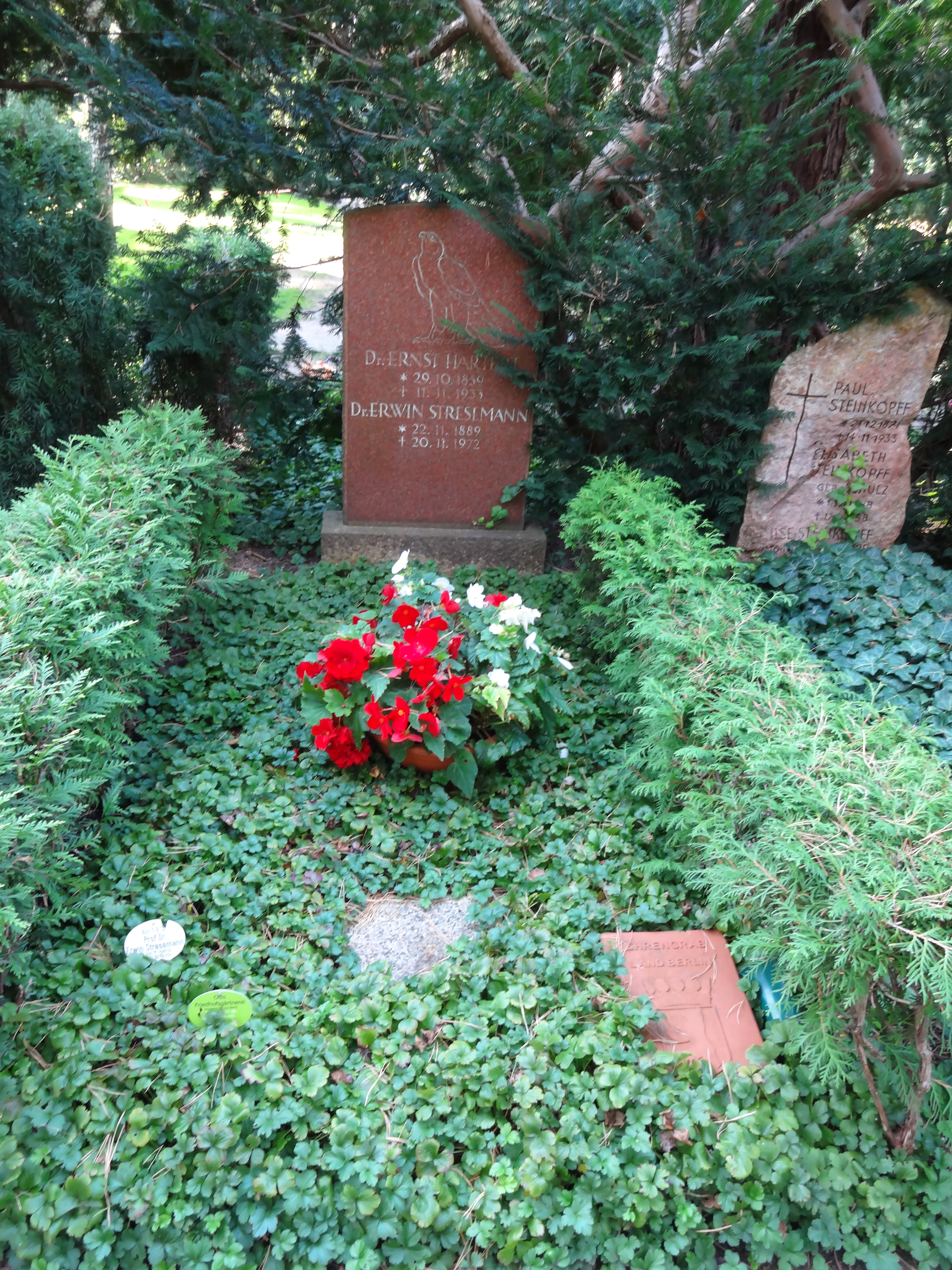
Ehrengrab von Erwin Stresemann auf dem Waldfriedhof Dahlem

In der DDR wurde er 1960 mit dem Vaterländischen Verdienstorden in Silber ausgezeichnet.
Erwin Stresemann war von 1916 bis 1939 verheiratet mit der Allgemeinmedizinerin Elisabeth Bertha Deninger (1890–1960), Schwester von Karl Deninger (s. o.) und Tochter des Mainzer Chemikers Albert Deninger, der Mitinhaber der Mainzer Lederfabrik Mayer-Michel-Deninger war, aber um 1900 mehr durch seine Calciumfluorid-Versuche zur Kariesprophylaxe bekannt wurde. Ihr widmete Stresemann 1924 die Messingglanzstar-Unterart Lamprotornis chloropterus elisabeth. Die Ehe wurde 1939 geschieden, und Stresemann heiratete 1941 Vesta Grote (1902–2006).
Erwin Stresemann starb, nur zwei Tage vor seinem 83. Geburtstag, am 20. November 1972 in Berlin. Die Beisetzung erfolgte auf dem Waldfriedhof Dahlem (Grablage: 015-89). Auf Beschluss des Berliner Senats ist die letzte Ruhestätte von Erwin Stresemann seit 1997 als Ehrengrab des Landes Berlin gewidmet. Die Widmung wurde im Jahr 2021 um die übliche Frist von zwanzig Jahren verlängert.

## Publikationen
- Die Paulohisprache. Ein Beitrag zur amboinischen Sprachengruppe. M. Nijhoff, ’s-Gravenhage 1918.
- Avifauna Macedonica. Die ornithologischen Ergebnisse der Forschungsreisen, unternommen nach Mazedonien durch Prof. Dr. Doflein und Prof. L. Müller ... in den Jahren 1917 und 1918. Dultz & Co., München 1920.
- Die Lauterscheinungen in den ambonischen Sprachen (= Beihefte zur Zeitschrift für Eingeborenen-Sprachen. Heft 10). D. Reimer, Berlin 1927.
- Exkursionsfauna von Deutschland. 3 Bände in 4 Teilbänden. Volk und Wissen, Berlin 1955–1969, DNB 551811323 (zahlreiche Neuauflagen, in späteren Auflagen auch Exkursionsfauna für die Gebiete der DDR und der BRD, seit 1990 wechselnde Verlage).
  - Band 1: Wirbellose: Klassen der Wirbellosen mit Ausschluß der Insekten. 1957, DNB 456589562. – 9. Auflage 2019.
  - Band 2.1: Wirbellose: Insekten. 1964, DNB 456589600.
  - Band 2.2: Wirbellose: Insekten. 1969, DNB 456589635.
  - Band 2 (beide Teile in einem Band): 9. Auflage 2000, DNB 957584601, ISBN 978-3-8274-0922-5; 11. Auflage 2011, ISBN 978-3-8274-2451-8.
  - Band 3: Wirbeltiere, 1955, DNB 456589643. – 12. Auflage 1995.
- Mit Leonid Alexandrowitsch Portenko: Atlas der Verbreitung palaearktischer Vögel. Akademie-Verlag, Berlin 1960 ff. (erscheint in Lieferungen).
- Die Entwicklung der Ornithologie, von Aristoteles bis zur Gegenwart. F. W. Peters, Berlin 1951.

## Belege
1. ↑  Konrad Lorenz: Zum Geleit. [Erwin Stresemann zum 70. Geburtstag]. In: Journal für Ornithologie. Band 101, Nr. 1–2, 1960, S. 3–6, klha.at (PDF, Volltext).
2. ↑  Mitgliederverzeichnis: Erwim Stresemann. Auf: leopoldina.org, abgerufen am 11. April 2022.
3. ↑  Staatsrat ehrte hervorragende Persönlichkeiten. In: Neues Deutschland. 12. November 1960, S. 2.
4. ↑  Hans-Jürgen Mende: Lexikon Berliner Begräbnisstätten. Pharus-Plan, Berlin 2018, ISBN 978-3-86514-206-1. S. 589.
5. ↑  Ehrengrabstätten des Landes Berlin (Stand: August 2021) (PDF, 2,3 MB), S. 77. Auf: Webseite der Senatsverwaltung für Umwelt, Mobilität, Verbraucher- und Klimaschutz. Abgerufen am 23. Juli 2022. Vorlage – zur Kenntnisnahme – Anerkennung, Verlängerung und Nichtverlängerung von Grabstätten als Ehrengrabstätten des Landes Berlin (PDF, 195 kB). Abgeordnetenhaus von Berlin, Drucksache 18/3959 vom 4. August 2021, S. 2, 6. Abgerufen am 23. Juli 2022.

| Personendaten    | Personendaten                       |
| ---------------- | ----------------------------------- |
| NAME             | Stresemann, Erwin                   |
| ALTERNATIVNAMEN  | Stresemann, Erwin Friedrich Theodor |
| KURZBESCHREIBUNG | deutscher Ornithologe               |
| GEBURTSDATUM     | 22. November 1889                   |
| GEBURTSORT       | Dresden                             |
| STERBEDATUM      | 20. November 1972                   |
| STERBEORT        | Berlin                              |